# Скшипчак, Вальдемар
Вальдемар Скшипчак (пол. Waldemar Skrzypczak; 19 января 1956, Щецин — 21 июля 2025) — польский генерал, командующий Сухопутными войсками Польши (2006—2009), заместитель министра обороны по вопросам вооружения и модернизации (2012).

## Биография
Родился 19 января 1956 года в Щецине. Детство провёл в Колобжеге, где его отец служил в 32-м механизированном полку. В 1976 году начал службу в Вооружённых силах Польши. Окончил Высшую офицерскую школу бронетанковых войск в Познани, Академию Генерального штаба и Национальную академию обороны в Варшаве. Также прошёл курс стратегического управления ресурсами в Монтерее, США.
Командовал 32-м механизированным полком, 16-й механизированной дивизией, 11-й Любусской бронекавалерийской дивизией. В 2005 году возглавил Многонациональную дивизию «Центр-Юг» в Ираке. С 3 октября 2006 года по сентябрь 2009 года был командующим Сухопутными войсками Польши. Подал в отставку в августе 2009 года после разногласий с Министерством национальной обороны по поводу инцидента в Афганистане, в результате которого погиб польский офицер.
С 8 сентября 2011 года работал советником в Министерстве национальной обороны Польши. 25 июня 2012 года назначен заместителем министра обороны, ответственным за вооружение и модернизацию.
Скшипчак также появился в музыкальном клипе группы Sabaton на песню «Uprising», посвящённую Варшавскому восстанию 1944 года, в роли неназванного лидера польского сопротивления.
В феврале 2024 года Скшипчак назвал Калининградскую область оккупированной территорией и пригрозил её ликвидацией в случае конфликта России и НАТО.
Скшипчак скончался 21 июля 2025 года в возрасте 69 лет.

## Повышения в звании
- Подпоручик (второй лейтенант) — 1980
- Поручик (лейтенант) — 1984
- Капитан — 1987
- Майор — 1991
- Подполковник — 1993
- Полковник — 1996
- Генерал бригады — 2000
- Генерал дивизии — 2004
- Генерал брони (генерал-лейтенант) — 2006